# Plesiocyanophrys
Plesiocyanophrys là một chi bướm ngày thuộc họ Lycaenidae.